# Лінія (картина)
Лінія (фр. La Raie) — картина Жана Сімеона Шардена, написана 1728 року й виконана у напрямах натуралізм, рококо. 

## Презентація
Картина вперше була показана 3 червня 1728 року безкоштовній виставці фр. Exposition de la Jeunesse під відкритим небом у Парижі. Потім Шарден подарував Королівській академії цю картину разом з іншою, «фр. The Buffet». Картина викликала велике захоплення у членів Королівської академії, зокрема Луї Булоня й Ніколя де Ларжильєра. Обидві роботи залишалися в Академії до Французької революції, коли їх перенесли до нового Центрального музею мистецтв, нині Лувру.

## Опис
Це одна з найбільших робіт у його кар'єрі, можливо тому, що Шарден хотів вразити глядачів, які її бачили. Картина перебуває під сильним впливом голландських натюрмортів XVII і XVIII ст. Картина двічі поділена на контрастні частини: контраст між освітленим і неосвітленим променями, контраст між живим і мертвим. Шарден зображує у центрі картини закривавлену нижню частину ската, який порений звисає на гачку на кам'яній стіні. На столі праворуч ми можемо знайти кілька предметів домашнього вжитку: металеву каструлю, керамічний глечик, пляшку, сковорідку й ніж, розміщених на білій тканині зі сіро-зеленою смугою, яка хроматично контрастує з коричневим фоном картини. Ручка ножа, що звисає з краю столу і кут кам'яної стіни, що веде повз кота подалі від глядача, надають композиції глибини. Зліва ми бачимо, як кішка обережно прямує між групою відкритих устриць до двох риб, розташованих трохи нижче ската, створюючи тим самим ніби теплий рух на морозі, представленому замертвіло непорушним скатом.
Шарден демонструє в цій роботі великий талант і багато майстерності з пензлями. Спритність у дуже характерних мазках та деталях його роботи. Однак це одна з найбільш "академічних" картин, оскільки Шарден хотів вразити громадськість та інших живописців s не розвиває особистості й інтимності, які можна побачити у його пізніших натюрмортах.

## Символізм
Було виголошено багато теорій стосовно символізму цеї роботи. Це не дивно, адже Шарден використовує жанр натюрморту щоб виразити значно більше, ніж самі предмети. У його натюрмортах дуже поширений факт, коли головний мотив картини стає другорядним. Зокрема, скат був надзвичайно цінованою твариною, і його важко було знайти на ринках того часу, і Шарден присвятив цій тварині не одну роботу. Багато хто бачив у цій тварині на картині уособлення Христа на хресті. Марсель Пруст порівняв його зі собором, оскільки скат відкритий, а його інтер'єр можна розглядати як неф поліхромного собору.